# Славка Животич
Славка Илич, по мъж Животич (на сръбски: Славка Илић, Животић или Slavka Ilić, Životić), е югославска театрална актриса.

## Биография
Родена е на 14 декември 1908 година в Тетово, тогава в Османската империя, днес в Северна Македония. Завършва трети клас в гимназията и съвсем млада влиза в театъра. Става членка на Народния театър в Скопие, където играе от 1923 до 1932 година. От 1932 до 1941 година играе в Белградския малък театър на Душан Животич, за когото по-късно се жени. По време на Втората световна война играе в Театъра на сдружените актьори. След войната играе в театъра „Абрашевич“ във Валево, където работи в 1945 година, а в следващата 1946 година е в Градския белградски театър. В периода 1946 - 1947 година и 1948 - 1949 година играе в Народния театър във Вършац, като междувременно от 1947 до 1948 играе и в Македонския народен театър в Скопие. Играе два сезона в Сръбския народен театър - от 20 август 1949 година до 31 август 1951 година. След това играе в Народния театър в Ниш от 1 септември 1951 година до 17 октомври 1953 година, където работи до смъртта си.
В разцвета на кариерата си работи и в Народния театър в Нови Сад, където е в сянката на съпруга си Душан Животич.
Сред по-известните роли на Славка Животич са госпожа Журден в „Буржоата благородник“ на Молиер, Вида в „Опечалена фамилия“ на Бранислав Нушич, Кайка в „Селска учителка“ на Светолик Ранкович, Мара Никшина Бенешова в „Дубровнишка трилогия“ на Иво Войнович.
Славка Животич умира на 17 октомври 1953 година в Ниш.